# Fondation pour la photographie Tanger
La Fondation pour la photographie Tanger est une fondation privée, consacrée à la photographie créée en 2018.

## Histoire
Fondée en 2018 par Françoise et Daniel Aron afin de partager leur collection et générer un intérêt autour de la photographie à Tanger et dans le reste du pays,,,.
Souleiman Berrada a été nommé en 2022 Secrétaire de la Fondation pour la photographie

Inauguration de l'exposition Jeux de rôles à la Fondation pour la photographie Tanger. De gauche à droite Bernard Danillon - Houria Hajoui - Daniel Aron - Tahar Ben Jelloun - Françoise Aron - Souleiman Berrada

## Activités

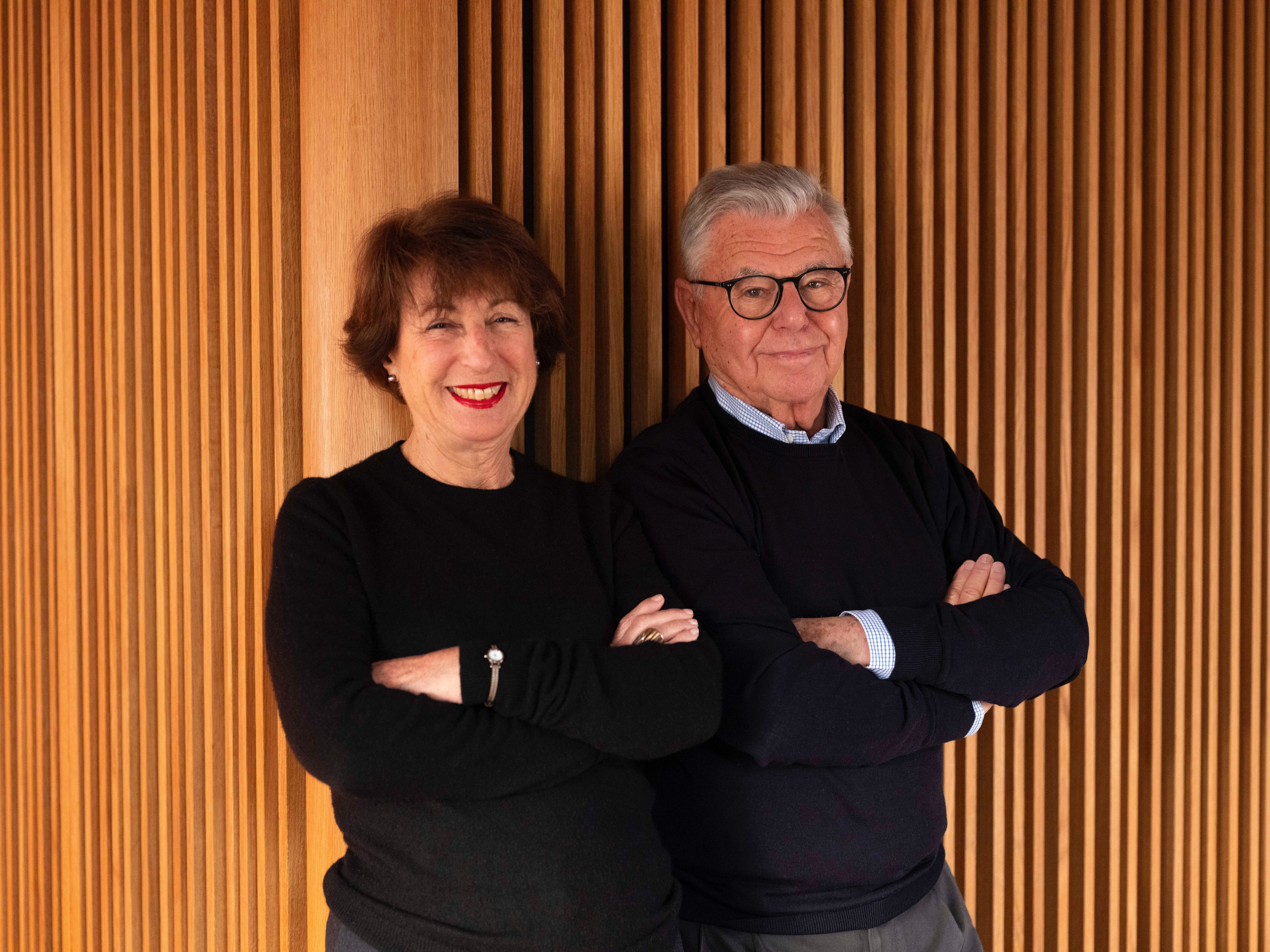
Françoise et Daniel Aron Fondateurs de la Fondation pour la photographie

La fondation est le premier lieu privé à promouvoir la photographie au Maroc. Créée en 2018 par Françoise
et Daniel Aron. Elle est constituée de six salles d’exposition réparties sur deux niveaux, d’un patio et d’une bibliothèque consacrée aux arts visuels, elle a pour mission de rassembler tous ceux qui ont un intérêt pour la photographie, au Maroc ou à l'étranger, et souhaitent en soutenir la promotion. 
La fondation présente sa collection permanente et organise des expositions temporaires.

## Expositions
- 2018 : Talents - Daniel Aron. Portraits noir et blanc de figures connues du monde de l’art, de la littérature et des arts plastiques, pour qui Tanger est une source d’inspiration.
- Exposition du 17 aout au 30 septembre 2019 : Nouvelles Écritures - Jeune Photographie marocaine
- Exposition du 7 juin au 30 novembre 2022 : Les couleurs du temps - photographies colorisées 1860 - 2022[6],[7],[8],[9]
- Exposition du 9 juillet 2023 au 31 Janvier 2024 :Hollywood Inattendu, photographies de la collection de Robert Flynn Johnson.
- Exposition du 7 juillet 2024 au 31 Janvier 2025 :Jeux de rôles, photographies de Amina Benbouchta, Comtesse de Castiglione, Claude Cahun, Safaa Mazirh, Fatima Mazmouz, Fatima Zohra Serri, Cindy Sherman, Francesca Woodman [10]